# Група Лінгбю
Група Лінгбю — підпільна мережа, що спеціалізувалася на евакуації євреїв через протоку до нейтральної Швеції. Завдяки зусиллям цієї групи вдалося врятувати 622 євреї. Їхня діяльність опору включала допомогу людям у втечі з Данії, розробку маршрутів та логістики.
Названа на честь передмістя Копенгагена, складалася з групи вчителів, які допомагали та рятували євреїв від полону під час депортації у жовтні 1943 року. Вона відповідала за допомогу щонайменше семисотам євреям. У ній працювало 60 активних працівників.

Група була заснована в середній школі Крістіансхавен, в Копенгагені. Під керівництвом єврейського рятівника Девіда Сомполінського (David Sompolinsky). Її лідером став Ааге та Герда Бертельсен.
Відомо що багато організіцій підпільно співпрацювали з групою, наприклад лікарі з організації Domus Medica надавали кошти для Lyngby Group.
До групи Лінгбю приєднався шпигун гестапо, після чого п'ятьох людей заарештували саме тоді, коли одне з суден мало відплисти з Гумлебека 28 жовтня 1943 року. Бартельсени переховувалися, а Герду заарештувало гестапо в їхньому будинку через тиждень після їхньої відсутності. Її ув'язнили у Вестре Фенгсел (в'язниці Вестре). Оге поїхав до Швеції, де працював у данському університеті в Лунді та продовжував звідти займатися рухом опору. Його дружина та діти залишилися в Данії та знову побачили його після звільнення Данії.

## - Посилання
- Інститут вивчення порятунку та альтруїзму під час Голокосту, некомерційна корпорація